# Пиллерсдорф, Франц фон
Франц Ксаверий фон Пиллерсдорф (нем. Franz Xaver Freiherr von Pillersdorf, 1 марта 1786 — 22 февраля 1862) — австрийский государственный деятель, исполняющий обязанности министр-президента Австрийской империи в 1848. Барон.

## Жизнь и карьера
Родился в Брюнне, в семье судьи. Получил образование в Вене, изучал юриспруденцию и общественно политические науки. С 1805 — на государственной службе, работал в Галиции. С 1807 — в Вене, стал сотрудником барона фон Бальдаччи. После поражения Австрии в Войне пятой коалиции и заключения Шёнбруннского мира, Бальдаччи утратил позиции при дворе, однако Пиллерсдорф смог закрепиться на службе, работал в судебных органах. С 1811 служил помощником секретаря финансового ведомства (Hofkammer). В 1813—1815 — помощник военного министра (которым являлся Бальдаччи), отвечал за снабжение оккупационной армии во Франции и управление занятыми территориями. Совершил поездку в Великобританию, затем продолжил работу в финансовом ведомстве. В 1824 стал вице-президентом Гофкаммера. В 1832 получил чин Тайного советника. В 1842 занял должность канцлера объединенной придворной канцелярии. В 1845 избран почетным гражданином Вены. В 1846 удостоен ордена святого Стефана.
После начала Революции 1848 года, Пиллерсдорф, который был известен как политический противник Меттерниха, назначен министром внутренних дел (20 марта — 7 мая). 4 мая, после отставки Фикельмона, возглавил правительство. 25 апреля выступил с инициативой принятия либеральной конституции (т. н. «Пиллерсдорфская конституция»). Предложенные конституционные идеи не удовлетворили ни правительство ни революционеров, в результате чего уже 8 июля Пиллерсдорф подал в отставку.
Хотя Франц фон Пиллерсдорф был избран депутатом Рейхстага, работа которого началась 22 июля, существенного влияния на дальнейший ход событий он оказать не смог. При голосованиях поддерживал позицию правительства. После роспуска парламента остался без назначения, его деятельность во время работы в правительстве и накануне Октябрьского восстания в Вене осенью 1848 стала предметом дисциплинарного расследования. В 1852 лишен чина Действительного тайного советника и ордена Святого Стефана. Незадолго до смерти был полностью оправдан.
В апреле 1861 избран депутатом Рейхсрата от ландтага Нижней Австрии, возглавил финансовую комиссию парламента. Меньше чем через год, 22 февраля 1862, умер.
В честь Пиллерсдорфа назван переулок во втором округе Вены (Леопольдштадте) — Пиллерсдорфгассе.

## Сочинения
- Rückblicke auf die politische Bewegung in Österreich 1848 −1849 (Вена, 1849);
- Die österreichischen Finanzen beleuchtet (Вена, 1851).
- Handschriftlicher Nachlass (Вена, 1863).